# Kyle Walker-Peters
Kyle Walker-Peters (Edmonton, 1997. április 13. –) angol válogatott  labdarúgó, a West Ham United játékosa.

## Pályafutása

### Klubcsapatokban
Walker-Peters 2013. július 1-én igazolt a Tottenham Hotspur utánpótlás csapatához. 2015. decemberben a premier league U21-es bajnokságban a hónap játékosának választották. 2017 februárjában új szerződést írt alá az első csapattal.
A 2017–2018-as szezon első meccsén a St James’ Parkban a Newcastle United ellen 2–0-ra megnyert mérkőzésen debütált.
2020. január 29-én félévre kölcsönbe került az angol Southampton csapatához.
2020 augusztusában a Southampton végleg megvásárolta őt a Tottenham-től.
2025. július 20-án hároméves szerződést írt alá a West Ham United csapatával.

### A válogatottban
Walker-Peters a Paul Simpson irányította  angol U20-as válogatottal a 2017-es U20-as világbajnokság torna győztes lett.
2017. szeptember 5-én a Lett U21-es válogatott ellen debütált az U21-es válogatottban hazai pályán ahol az 52. percben sárga lapot kapott, végül 3–0-ra megnyerek.

## Statisztikái

### Klubcsapatokban
2025. május 3-án frissítve.
| Klub                     | Szezon           | Liga             | Liga  | Liga | Kupa  | Kupa | Ligakupa | Ligakupa | Nemzetközi | Nemzetközi | Egyéb | Egyéb | Összesen | Összesen |
| Klub                     | Szezon           | Bajnokság        | Mérk. | Gól  | Mérk. | Gól  | Mérk.    | Gól      | Mérk.      | Gól        | Mérk. | Gól   | Mérk.    | Gól      |
| ------------------------ | ---------------- | ---------------- | ----- | ---- | ----- | ---- | -------- | -------- | ---------- | ---------- | ----- | ----- | -------- | -------- |
| Tottenham Hotspur        | 2017–18          | Premier League   | 3     | 0    | 4     | 1    | 1        | 0        | 1          | 0          | —     | —     | 9        | 1        |
| Tottenham Hotspur        | 2018–19          | Premier League   | 6     | 0    | 2     | 0    | 1        | 0        | 1          | 0          | —     | —     | 10       | 0        |
| Tottenham Hotspur        | 2019–20          | Premier League   | 3     | 0    | 0     | 0    | 1        | 0        | 1          | 0          | —     | —     | 5        | 0        |
| Tottenham Hotspur        | Összesen         | Összesen         | 12    | 0    | 6     | 1    | 3        | 0        | 3          | 0          | 0     | 0     | 24       | 1        |
| Southampton (kölcsönben) | 2019–20          | Premier League   | 10    | 0    | 0     | 0    | 0        | 0        | —          | —          | —     | —     | 10       | 0        |
| Southampton              | 2020–21          | Premier League   | 30    | 0    | 4     | 0    | 1        | 0        | —          | —          | —     | —     | 35       | 0        |
| Southampton              | 2021–22          | Premier League   | 32    | 1    | 3     | 1    | 2        | 1        | —          | —          | —     | —     | 37       | 3        |
| Southampton              | 2022–23          | Premier League   | 31    | 1    | 3     | 0    | 4        | 0        | —          | —          | —     | —     | 38       | 1        |
| Southampton              | 2023–24          | Championship     | 43    | 2    | 1     | 0    | 0        | 0        | —          | —          | 3     | 0     | 47       | 2        |
| Southampton              | 2024–25          | Premier League   | 33    | 0    | 2     | 0    | 0        | 0        | —          | —          | —     | —     | 35       | 0        |
| Southampton              | Összesen         | Összesen         | 169   | 4    | 13    | 1    | 7        | 1        | 0          | 0          | 3     | 0     | 192      | 6        |
| West Ham United          | 2025–26          | Premier League   | 0     | 0    | 0     | 0    | 0        | 0        | —          | —          | —     | —     | 0        | 0        |
| West Ham United          | Összesen         | Összesen         | 0     | 0    | 0     | 0    | 0        | 0        | 0          | 0          | 0     | 0     | 0        | 0        |
| Karrier összesen         | Karrier összesen | Karrier összesen | 191   | 4    | 19    | 2    | 10       | 1        | 3          | 0          | 3     | 0     | 226      | 7        |

### A válogatottban
| Nemzet     | Év       | Mérkőzés | Gól |
| ---------- | -------- | -------- | --- |
| Anglia U19 | 2016     | 8        | 1   |
| Anglia U19 | Összesen | 8        | 1   |
| Anglia U20 | 2017     | 5        | 0   |
| Anglia U20 | Összesen | 5        | 0   |
| Anglia U21 | 2017     | 4        | 0   |
| Anglia U21 | 2018     | 3        | 0   |
| Anglia U21 | Összesen | 7        | 0   |

## Sikerei, díjai

### A válogatottban
- U20-as világbajnokság: 2017